# Robert Karnes
Robert Karnes (Paducah, 19 giugno 1917 – Sherman Oaks, 4 dicembre 1979) è stato un attore statunitense.
Ha recitato in oltre 60 film dal 1943 al 1977 ed è apparso in oltre 120 produzioni televisive dal 1951 al 1979. È stato accreditato anche con i nomi Bob Karnes e Robert A. Karnes.

## Biografia
Robert Karnes nacque a  Paducah, in Kentucky, il 19 giugno 1917.
La sua ultima apparizione sul piccolo schermo avvenne nell'episodio One Strike, You're Out della serie televisiva Benson, andato in onda il 27 dicembre 1979, che lo vede nel ruolo di  Mr. Keller.
Morì a Sherman Oaks, in California, il 4 dicembre 1979.

## Filmografia

### Cinema
- L'uomo leopardo (The Leopard Man) (1943)
- La bionda di bambù (The Bamboo Blonde) (1946)
- I migliori anni della nostra vita (The Best Years of Our Lives) (1946)
- Il miracolo della 34ª strada (Miracle on 34th Street) (1947)
- Il bacio della morte (Kiss of Death) (1947)
- La fiera delle illusioni (Nightmare Alley) (1947)
- Barriera invisibile (Gentleman's Agreement) (1947)
- Il capitano di Castiglia (Captain from Castile) (1947)
- L'amante immortale (Daisy Kenyon) (1947)
- Chiamate Nord 777 (Call Northside 777) (1948)
- Scudda Hoo! Scudda Hay! (1948)
- Strada senza nome (The Street with No Name) (1948)
- L'isola del desiderio (The Luck of the Irish) (1948)
- I quattro rivali (Road House) (1948)
- L'urlo della città (Cry of the City) (1948)
- When My Baby Smiles at Me (1948)
- Quel meraviglioso desiderio (That Wonderful Urge), regia di Robert B. Sinclair (1948)
- Trapped (1949)
- Tutti gli uomini del re (All the King's Men) (1949)
- Colt .45 (1950)
- Hills of Oklahoma (1950)
- La porta dell'inferno (Edge of Doom) (1950)
- Non ci sarà domani (Kiss Tomorrow Goodbye) (1950)
- Three Husbands (1950)
- Tortura (Inside the Walls of Folsom Prison) (1951)
- According to Mrs. Hoyle (1951)
- La legge del mare (Fighting Coast Guard) (1951)
- Casa Manana (1951)
- Ho amato un fuorilegge (He Ran All the Way) (1951)
- Il ribelle dalla maschera nera (The Highwayman) (1951)
- Utah Wagon Train (1951)
- Nagasaki (The Wild Blue Yonder) (1951)
- Starlift (1951)
- Rodeo (1952)
- Nervi d'acciaio (Steel Town) (1952)
- Banditi senza mitra (Loan Shark) (1952)
- L'autocolonna rossa (Red Ball Express) (1952)
- Il caporale Sam (Jumping Jacks) (1952)
- Tempesta sul Tibet (Storm Over Tibet) (1952)
- Prigionieri della palude (Lure of the Wilderness) (1952)
- Polizia militare (Off Limits) (1953)
- Seminole (1953)
- Squadra omicidi (Vice Squad) (1953)
- Da qui all'eternità (From Here to Eternity) (1953)
- Project Moon Base (1953)
- Esploratori dell'infinito (Riders to the Stars) (1954)
- Sfida a Green Valley (The Silver Star) (1955)
- Ostaggi dei banditi (Stagecoach to Fury) (1956)
- Fiamme sulla grande foresta (Spoilers of the Forest) (1957)
- Half Human: The Story of the Abominable Snowman (1958)
- Live Fast, Die Young (1958)
- Too Soon to Love (1960)
- Cinque pistole (Five Guns to Tombstone) (1960)
- Anatomy of an Accident (1961)
- Fear No More (1961)
- L'appartamento dello scapolo (Bachelor Flat) (1962)
- Questo pazzo, pazzo, pazzo, pazzo mondo (It's a Mad, Mad, Mad, Mad World) (1963)
- Tamburi ad ovest (Apache Rifles) (1964)
- Dawn of Victory (1966)
- Un uomo chiamato Charro (Charro!) (1969)
- Tora! Tora! Tora! (1970)
- Glass Houses (1972)
- Azione esecutiva (Executive Action) (1973)
- Gable e Lombard: un grande amore (Gable and Lombard) (1976)
- Billy Jack Goes to Washington (1977)

### Televisione
- Squadra mobile (Racket Squad) – serie TV, un episodio (1951)
- Gang Busters – serie TV, un episodio (1952)
- Rebound – serie TV, un episodio (1952)
- I'm the Law – serie TV, un episodio (1953)
- Gianni e Pinotto (The Abbott and Costello Show) – serie TV, episodio 2x23 (1954)
- Stories of the Century – serie TV, un episodio (1954)
- Crown Theatre with Gloria Swanson – serie TV, un episodio (1955)
- The Adventures of Falcon – serie TV, un episodio (1955)
- You Are There – serie TV, 2 episodi (1955)
- Cavalcade of America – serie TV, 2 episodi (1956-1957)
- I racconti del West (Zane Grey Theater) – serie TV, 3 episodi (1956-1957)
- Schlitz Playhouse of Stars – serie TV, un episodio (1956)
- Matinee Theatre – serie TV, 5 episodi (1956)
- Have Gun - Will Travel – serie TV, 6 episodi (1957-1961)
- Alfred Hitchcock presenta (Alfred Hitchcock Presents) – serie TV, 5 episodi (1957-1961)
- Gunsmoke – serie TV, 11 episodi (1957-1974)
- The Silent Service – serie TV, un episodio (1957)
- The Walter Winchell File – serie TV, un episodio (1957)
- Telephone Time – serie TV, un episodio (1957)
- Perry Mason – serie TV, 5 episodi (1958-1961)
- Hi, Grandma! – film TV (1958)
- Broken Arrow – serie TV, un episodio (1958)
- Carovane verso il west (Wagon Train) – serie TV, un episodio (1958)
- Man Without a Gun – serie TV, un episodio (1958)
- Frontier Doctor – serie TV, un episodio (1958)
- Flight – serie TV, 2 episodi (1958)
- The Californians – serie TV, 2 episodi (1958)
- Avventure in fondo al mare (Sea Hunt) – serie TV, 3 episodi (1959-1961)
- The Lawless Years – serie TV, 21 episodi (1959-1961)
- Gli intoccabili (The Untouchables) – serie TV, 3 episodi (1959-1963)
- Gli uomini della prateria (Rawhide) – serie TV, 2 episodi (1959-1964)
- Mackenzie's Raiders – serie TV, un episodio (1959)
- The Texan – serie TV, episodio 1x17 (1959)
- 26 Men – serie TV, episodio 2x33 (1959)
- L'uomo e la sfida (The Man and the Challenge) – serie TV, episodio 1x02 (1959)
- Men Into Space – serie TV, episodio 1x06 (1959)
- Il tenente Ballinger (M Squad) – serie TV, un episodio (1959)
- This Man Dawson – serie TV, episodio 1x14 (1960)
- Disneyland – serie TV, 2 episodi (1960)
- Peter Gunn – serie TV, episodio 2x29 (1960)
- Rescue 8 – serie TV, episodio 2x34 (1960)
- Richard Diamond (Richard Diamond, Private Detective) – serie TV, un episodio (1960)
- The Real McCoys – serie TV, un episodio (1960)
- The Deputy – serie TV, un episodio (1960)
- Bat Masterson – serie TV, 2 episodi (1960)
- I detectives (The Detectives) – serie TV, episodi 2x29-3x14 (1961-1962)
- Il dottor Kildare (Dr. Kildare) – serie TV, 3 episodi (1961-1965)
- La valle dell'oro (Klondike) – serie TV, episodio 1x13 (1961)
- Hawaiian Eye – serie TV, episodio 2x26 (1961)
- The Americans – serie TV, episodio 1x11 (1961)
- Harrigan and Son – serie TV, un episodio (1961)
- Ai confini della realtà (The Twilight Zone) – serie TV, un episodio (1961)
- Lotta senza quartiere (Cain's Hundred) – serie TV, 2 episodi (1961)
- Outlaws – serie TV, episodio 2x01 (1961)
- L'ora di Hitchcock (The Alfred Hitchcock Hour) – serie TV, 3 episodi (1962-1964)
- Bonanza – serie TV, 5 episodi (1962-1971)
- Ripcord – serie TV, episodio 1x20 (1962)
- Scacco matto (Checkmate) – serie TV, episodio 2x12 (1962)
- Tales of Wells Fargo – serie TV, un episodio (1962)
- The New Breed – serie TV, episodio 1x33 (1962)
- Cheyenne – serie TV, un episodio (1962)
- The Dick Powell Show – serie TV, episodio 2x29 (1963)
- The Third Man – serie TV, un episodio (1963)
- Il virginiano (The Virginian) – serie TV, 4 episodi (1964-1970)
- Grindl – serie TV, un episodio (1964)
- The Lieutenant – serie TV, episodio 1x26 (1964)
- Il fuggiasco (The Fugitive) – serie TV, 2 episodi (1965-1966)
- La grande vallata (The Big Valley) – serie TV, 5 episodi (1965-1967)
- Organizzazione U.N.C.L.E. (The Man from U.N.C.L.E.) – serie TV, 3 episodi (1965-1967)
- Slattery's People – serie TV, un episodio (1965)
- The Andy Griffith Show – serie TV, un episodio (1965)
- Ben Casey – serie TV, episodio 5x14 (1965)
- Il grande teatro del west (The Guns of Will Sonnett) – serie TV, 2 episodi (1967-1968)
- Ironside – serie TV, 5 episodi (1967-1972)
- Death Valley Days – serie TV, un episodio (1967)
- Missione impossibile (Mission: Impossible) – serie TV, un episodio (1967)
- Mannix – serie TV, un episodio (1967)
- Cimarron Strip – serie TV, episodio 1x12 (1967)
- Al banco della difesa (Judd for the Defense) – serie TV, un episodio (1968)
- Insight – serie TV, un episodio (1968)
- The Outsider – serie TV, episodio 1x17 (1969)
- The Over-the-Hill Gang – film TV (1969)
- Mod Squad, i ragazzi di Greer (The Mod Squad) – serie TV, un episodio (1970)
- The Bill Cosby Show – serie TV, un episodio (1970)
- Reporter alla ribalta (The Name of the Game) – serie TV, un episodio (1970)
- The Bold Ones: The Senator – serie TV, un episodio (1970)
- San Francisco International Airport – serie TV, un episodio (1970)
- Mistero in galleria (Night Gallery) – serie TV, un episodio (1971)
- The Harness – film TV (1971)
- The Failing of Raymond – film TV (1971)
- Colombo (Columbo) – serie TV, 2 episodi (1972-1973)
- The Scarecrow – film TV (1972)
- Una famiglia americana (The Waltons) – serie TV, un episodio (1973)
- Difesa a oltranza (Owen Marshall, Counselor at Law) – serie TV, un episodio (1973)
- A tutte le auto della polizia (The Rookies) – serie TV, un episodio (1973)
- Kung Fu – serie TV, un episodio (1973)
- Money to Burn – film TV (1973)
- Agenzia Rockford (The Rockford Files) – serie TV, 2 episodi (1974-1976)
- A Case of Rape – film TV (1974)
- Kolchak: The Night Stalker – serie TV, un episodio (1974)
- M*A*S*H – serie TV, 2 episodi (1975-1977)
- Man on the Outside – film TV (1975)
- Le strade di San Francisco (The Streets of San Francisco) – serie TV, un episodio (1975)
- Cannon – serie TV, un episodio (1975)
- Squadra emergenza (Emergency!) – serie TV, 2 episodi (1976-1978)
- The Oregon Trail – serie TV, un episodio (1976)
- Uno sceriffo a New York (McCloud) – serie TV, un episodio (1976)
- Return to Earth – film TV (1976)
- Pepper Anderson agente speciale (Police Woman) – serie TV, un episodio (1976)
- Sulle strade della California (Police Story) – serie TV, 2 episodi (1977-1978)
- Nel tunnel dei misteri con Nancy Drew e gli Hardy Boys (The Hardy Boys/Nancy Drew Mysteries) – serie TV, 4 episodi (1977)
- Baretta – serie TV, un episodio (1978)
- Alla conquista del west (How the West Was Won) (1978)
- The Clone Master – film TV (1978)
- Supertrain – serie TV, un episodio (1979)
- Charlie's Angels – serie TV, episodio 3x23 (1979)
- The Last Ride of the Dalton Gang – film TV (1979)
- ABC Weekend Specials – serie TV, un episodio (1979)
- Benson – serie TV, un episodio (1979)
- Bogie – film TV (1980)